# Duroc (métro de Paris)
Pour les articles homonymes, voir Duroc (homonymie).
Duroc est une station des lignes 10 et 13 du métro de Paris, située à la limite des 6e, 7e et 15e arrondissements de Paris.

## Situation
La station est implantée au carrefour dénommé place Léon-Paul-Fargue où se croisent l’axe du boulevard des Invalides et du boulevard du Montparnasse, d’une part, et la rue de Sèvres, d’autre part. Les quais sont établis :
- sur la ligne 10 (entre les stations Ségur et Vaneau), sous la rue de Sèvres au sud-ouest de l'intersection ;
- sur la ligne 13 (entre Saint-François-Xavier et Montparnasse - Bienvenüe), sous le boulevard des Invalides au nord-ouest du croisement.

## Histoire

Schéma des remaniements des lignes 8, 10 et 14 en 1937.

La station est ouverte le 30 décembre 1923 avec la mise en service du premier tronçon de la ligne 10 entre Invalides et l'actuelle station fantôme Croix-Rouge.
Elle doit sa dénomination à sa proximité avec la rue Duroc, laquelle rend hommage à Géraud Christophe Michel Duroc, duc de Frioul (1772-1813), général d’Empire, qui fut aide de camp de Bonaparte en Italie et en Égypte (voir campagne d'Italie (1796-1797) et campagne d'Égypte). Il fut nommé grand maréchal du palais en 1804. Il repose aux Invalides auprès de l’Empereur. La station est établie près de l’ancienne barrière de Sèvres du mur des Fermiers généraux.
Le 27 juillet 1937, la station est modifiée dans le cadre d'un remaniement complexe des lignes 8, 10 et 14. À l'origine, le tunnel effectuait un coude très serré au sud du point d'arrêt, emprunté par les trains de la ligne 10. Cette courte portion est déferrée et une nouvelle station est construite au sud-ouest pour la ligne 10 redirigée vers Porte d'Auteuil. La desserte des quais d'origine est alors assurée par la ligne 14 de l'époque.
Le 9 novembre 1976, cette dernière ligne est absorbée par la ligne 13 à la suite du prolongement de celle-ci par phases successives depuis Saint-Lazare, et reliant dorénavant Carrefour Pleyel ou Porte de Clichy à Châtillon - Montrouge.
Dans le cadre du programme « Renouveau du métro » de la RATP, les couloirs ont été rénovés le 21 octobre 2006.
La station a été renommée « Durock », sur les quais de la ligne 10, le 23 juin 2008 ainsi qu'en 2009 à l'occasion du festival Rock en Seine, avant de récupérer son nom initial une semaine plus tard. L'opération a été renouvelée du 1er au 7 juin 2010, ainsi qu'en 2012, 2013, 2014 et du 11 au 17 juin 2018.
En 2012, les quais de la ligne 13 reçoivent des portes palières, de même que onze autres points d'arrêt de la ligne, dans le cadre du plan d'actions défini en 2010 visant à en améliorer la régularité.
Le 6 décembre 2017, en hommage à Johnny Hallyday mort dans la nuit, la RATP décide de renommer la station « Durock Johnny » le temps d'une journée tout en y diffusant une partie de sa discographie,.
En 2019, 3 596 220 voyageurs entrent à cette station ce qui la place à la 134e position des stations de métro pour sa fréquentation.
En 2020, avec la crise du Covid-19, 1 972 711 voyageurs sont entrés dans cette station, ce qui la place à la 124e position des 304 stations du métro parisien pour sa fréquentation.
En 2021, la fréquentation remonte progressivement, avec 2 645 064 voyageurs qui sont entrés dans cette station ce qui la place à la 130e position des stations de métro pour sa fréquentation.

## Services aux voyageurs

### Accès
La station dispose de quatre accès :
- Accès no 1 « boulevard des Invalides - Institut national des jeunes aveugles », au 56, boulevard des Invalides.
- Accès no 2 « rue de Sèvres », sur le côté nord de la place Léon-Paul-Fargue.
- Accès no 3 « place Léon-Paul-Fargue », sur le côté est de la place.
- Accès no 4 « boulevard du Montparnasse - Hôpital Necker - Enfants malades », au 2, boulevard du Montparnasse.

Accès à la station
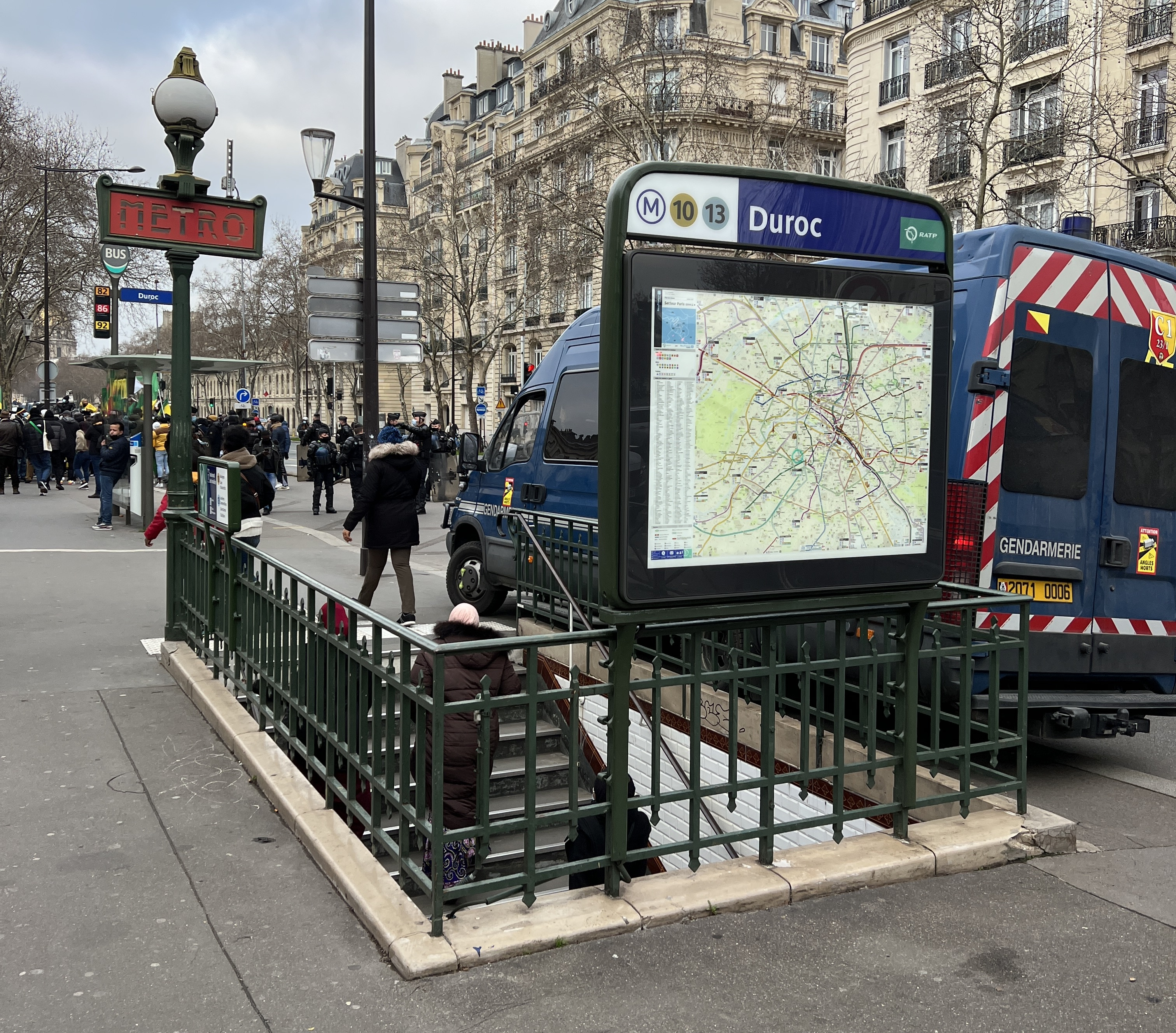
L'accès no 1 « Boulevard des Invalides ».
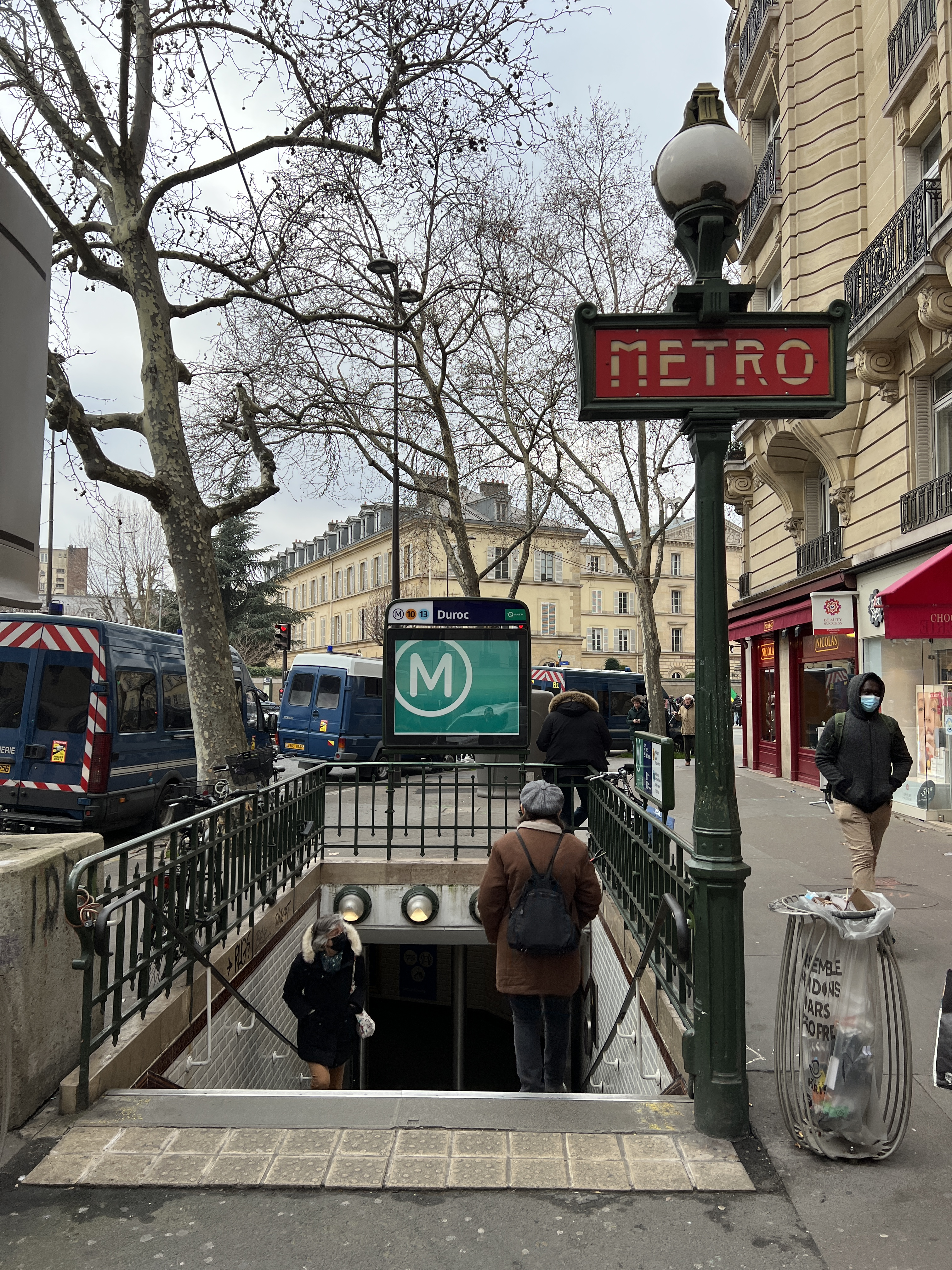
L'accès no 2 « Rue de Sèvres ».
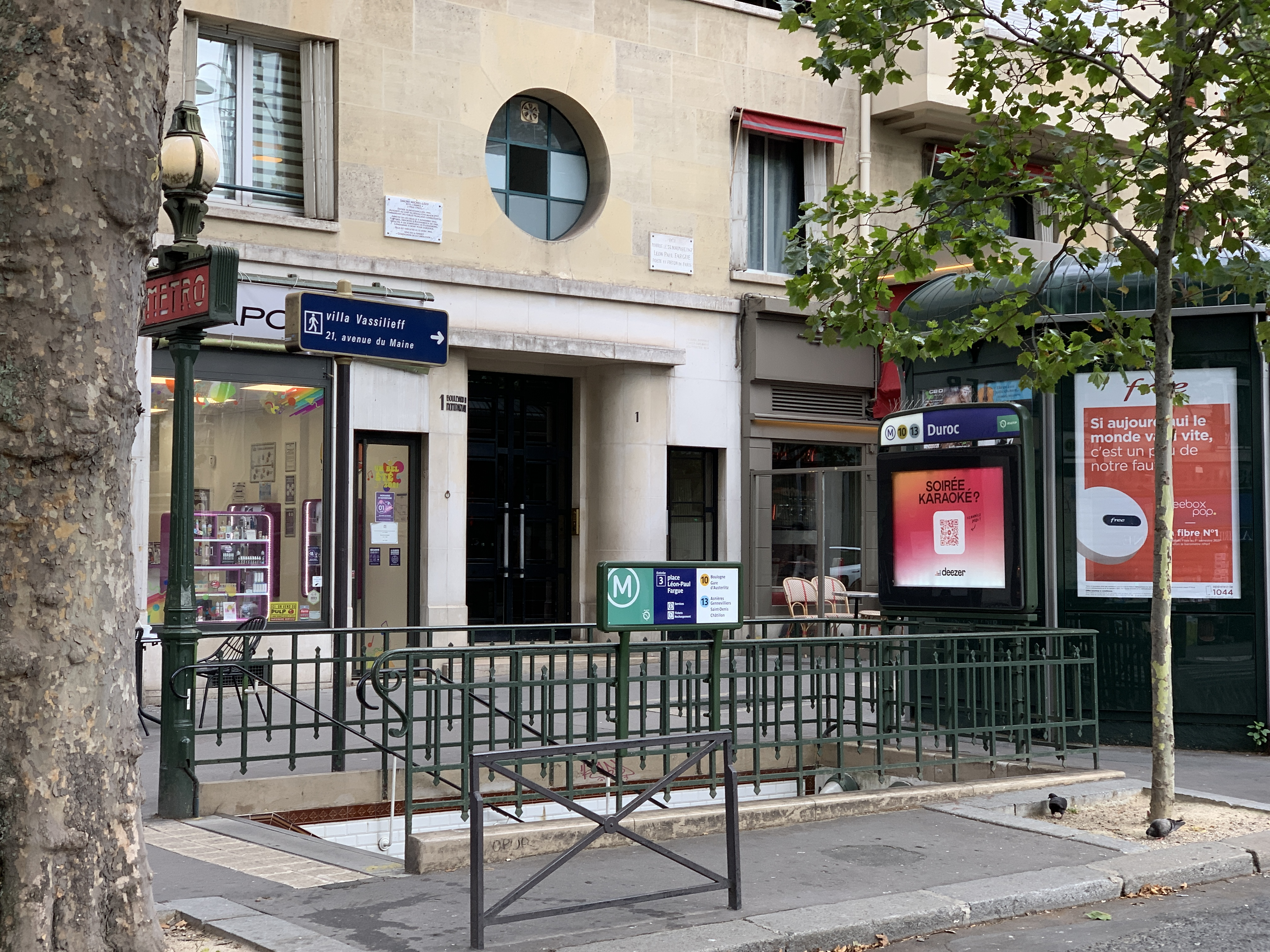
L'accès no 3 « Place Léon-Paul-Fargue ».
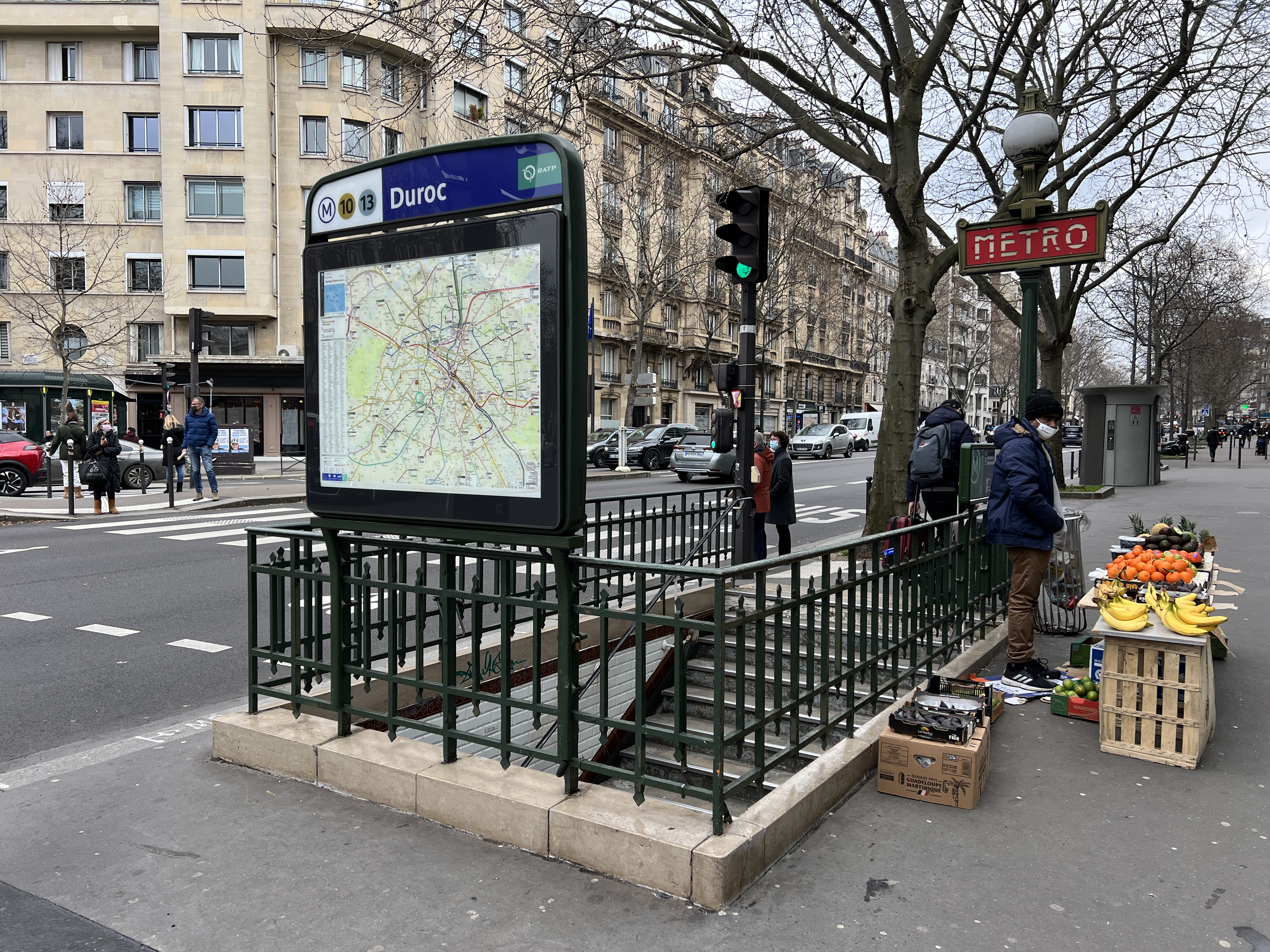
L'accès no 4 « Boulevard du Montparnasse ».

### Quais

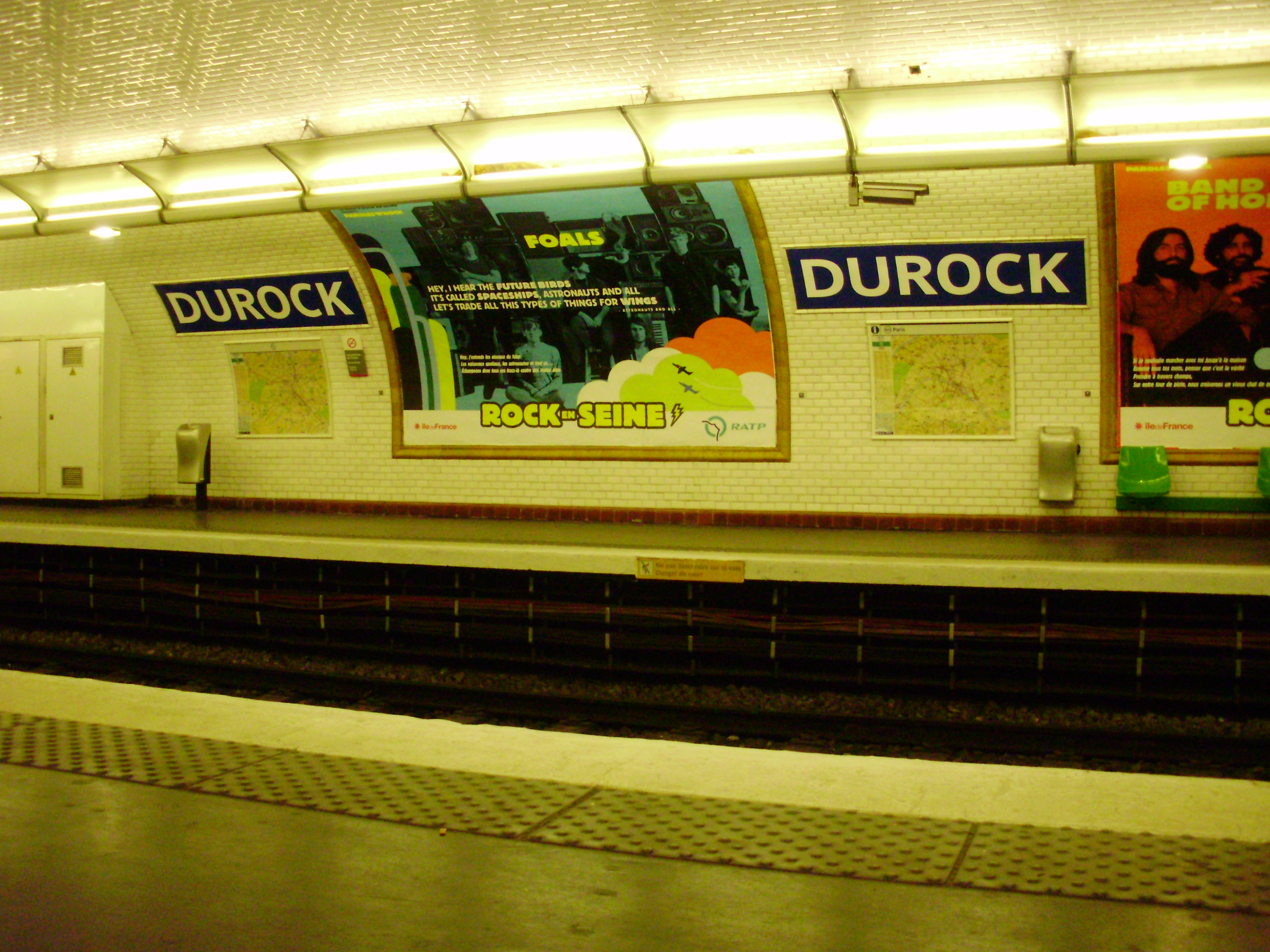
Quai de la ligne 10, en juin 2010, portant un nom de station modifié temporairement pendant le festival Rock en Seine.

Les quais des deux lignes sont de configuration standard : au nombre de deux par point d'arrêt, ils sont séparés par les voies du métro situées au centre et la voûte est elliptique.
La décoration de la ligne 10 est du style utilisé pour la majorité des stations du métro : les bandeaux d'éclairage sont blancs et arrondis dans le style « Gaudin » du renouveau du métro des années 2000, et les carreaux en céramique blancs biseautés recouvrent les piédroits, la voûte et les tympans. Les cadres publicitaires sont en faïence de couleur miel et le nom de la station est également en faïence dans le style de la CMP d'origine (deux plaques émaillées avec police de caractères Parisine existent toutefois à l'extrémité occidentale). Les sièges « coque », caractéristiques du style « Motte », sont de couleur bleue (en remplacement d'assises vertes du même modèle).
La décoration de la ligne 13 est très similaire à celle de la ligne 10. Les différences résident par la présence de bandeaux d'éclairage de style « Andreu-Motte » de couleur marron orangé et de sièges « Motte » de couleur rouge. Enfin, les quais sont équipés de portes palières.

### Intermodalité
La station est desservie par les lignes 28, 70, 82, 86, 89 et 92 du réseau de bus RATP.

## À proximité
- Association Valentin Haüy au service des aveugles et des malvoyants (AVH)
- Institut national des jeunes aveugles (INJA)
- Hôpital Necker-Enfants malades
- Ministère des Outre-mer
- Musée Valentin-Haüy